# Gerrymandering (film)
Pour plus de détails, voir Fiche technique et Distribution.
Gerrymandering est un film américain réalisé par Jeff Reichert, sorti en 2010.

## Synopsis
Un documentaire sur la pratique du gerrymandering dans la politique américaine.

## Fiche technique
- Titre : Gerrymandering
- Réalisation : Jeff Reichert
- Musique : David Wingo
- Photographie : Gary Griffin
- Montage : Sam Pollard
- Production : Dan O'Meara, Jeff Reichert, Chris Romano et Chad Troutwine
- Société de production : Green Film Company
- Pays :  États-Unis
- Genre : Documentaire
- Durée : 81 minutes
- Dates de sortie : 
  -  États-Unis : 15 octobre 2010

## Distribution
- Dave Aronberg
- Ben Barnes
- Gray Davis
- Howard Dean
- Kathay Feng
- Bob Graham
- Susan Lerner
- Justin Levitt
- Alan S. Lowenthal
- Ed Rollins
- Arnold Schwarzenegger
- Peter Wagner
- Jeff Wice
- Pete Wilson

## Accueil
Le film a reçu un accueil mitigé de la critique. Il obtient un score moyen de 49 % sur Metacritic.